# Świerzkowce
Świerzkowce – wieś na Ukrainie w rejonie czortkowskim należącym do obwodu tarnopolskiego.